# Hosta (Francja)
Hosta – miejscowość i gmina we Francji, w regionie Nowa Akwitania, w departamencie Pireneje Atlantyckie.
Według danych na rok 1990 gminę zamieszkiwało 95 osób, a gęstość zaludnienia wynosiła 6 osób/km² (wśród 2290 gmin Akwitanii Hosta plasuje się na 1081. miejscu pod względem liczby ludności, natomiast pod względem powierzchni na miejscu 713.).